# 张新实
张新实（1951年6月—），男，江苏南京人，中华人民共和国政治人物。

## 生平
1975年6月，加入中国共产党。历任南化公司磷肥厂703车间机修工、厂办副主任、供矿车间副书记。1985年8月，起任中共南京市委工业交通部副科长，南京市监察局办公室副主任、主任。1988年12月，任中共江苏省委组织部综合干部处、办公室科长。1992年1月，任江苏省政府办公厅工业交通处副处级秘书。1994年8月，任江苏省生产调度办公室生产处副处长。1995年8月，任江苏省生产调度办公室副主任。
1996年9月，到宿迁市筹建领导小组工交办公室工作。1996年11月，任市政府副秘书长、市计划委员会主任。1997年11月，任宿迁市副市长、市计划委员会主任，1998年4月，任市政府副市长。2000年8月，任市委副书记、代市长。2002年1月，任市委副书记、市长，2006年4月，任中共宿迁市委书记、市人大常委会党组书记。2011年，正式卸任宿迁市委书记。2014年7月退休。

### 落马
2022年9月23日，江苏交通控股有限公司原党委书记张新实涉嫌严重违纪违法接受江苏省纪委监委纪律审查和监察调查。